# Victorio Casa
Victorio Francisco Casa (Mar del Plata; 28 de octubre de 1943 - Ibídem; 6 de junio de 2013) fue un futbolista argentino que jugaba de delantero y su primer club fue San Lorenzo de Almagro en 1962.

## Historia
Victorio Francisco Casa o Victorio Casa fue un jugador de San Lorenzo de Almagro, Platense y Quilmes. 
Victorio nació el 28 de octubre de 1943 en Mar del Plata, Argentina y falleció el 6 de junio de 2013 por un paro cardíaco. 
Comenzó las inferiores en San Lorenzo de Almagro donde debutó en 1962 y formó parte del plantel de los Carasucias de la década del 60. Allí, marcó 5 goles jugando 72 partidos para el ciclón donde después se iría en 1966.
El 11 de abril de 1965, Casa paró su Valiant II en una zona prohibida militar llamada Escuela de Mecánica de la Armada (ESMA) y un militar le disparó con una ametralladora. Las heridas le produjeron la pérdida del brazo derecho. Pero Victorio, continuó su carrera en San Lorenzo y ahí surgió el apodo "El manco".
En 1966 debutó en el Club Atlético Platense donde jugó hasta 1971.
En 1971 debutó en el Quilmes Athletic Club donde se retiró.
Falleció el 6 de junio de 2013 en Mar del Plata debido a un paro cardíaco.

## Carrera
| Club                   | País      | Años      |
| ---------------------- | --------- | --------- |
| San Lorenzo de Almagro | Argentina | 1962-1966 |
| Platense               | Argentina | 1966-1971 |
| Quilmes                | Argentina | 1971      |

## Palmarés
| Título               | Club                | País   | Año  |
| -------------------- | ------------------- | ------ | ---- |
| Copa de las Naciones | Selección Argentina | Brasil | 1964 |

- Datos: Q10390398